# 穆亮
穆 亮（ぼく りょう、451年 - 502年）は、北魏の政治家・軍人。字は幼輔。もとの字は老生。本貫は河南郡洛陽県。

## 経歴
穆平国（穆寿の子）の子として生まれた。献文帝のとき、侍御中散を初任とした。中山長公主を妻に迎え、駙馬都尉の位を受けた。471年（延興元年）12月、趙郡王に封じられ、侍中・征南大将軍の位を加えられた。まもなく長楽王に徙封された。孝文帝の初年、使持節・秦州刺史に任じられた。後に平城に召還されて、殿中尚書となった。次いで使持節・征西大将軍・西戎校尉・敦煌鎮都大将として出向した。さらに都督秦梁益三州諸軍事・征南大将軍・領護西戎校尉・仇池鎮将に転じた。
485年（太和9年）、宕昌王梁弥機が死去し、子の梁弥博が立ったが、吐谷渾の攻撃を受けて、仇池に逃亡した。穆亮は梁弥博が従順でないことから、梁弥機の兄の子の梁弥承を立てるよう上表して、孝文帝に聞き入れられた。穆亮は3万の兵を率いて、龍鵠にいたり、吐谷渾を撃退して、梁弥承を立てて帰還した。ときに階陵県比谷の羌の董耕奴・斯卑らが数千人を率いて、仇池に進攻し、陽遐嶺に駐屯したため、穆亮の副将の楊霊珍が騎兵を率いてかれらを撃破した。穆亮は氐の豪族の楊阿卜珍を広業郡太守として任用し、諸族の心をつかみ、治安を安定化させた。
平城に召還されて、侍中・尚書右僕射となった。司州が再び置かれると、尚書の陸叡の推挙により穆亮は司州大中正とされた。488年（太和12年）、南朝斉の将軍の陳顕達が醴陽を攻め落とすと、穆亮は使持節・征南大将軍・都督懐洛南北豫徐兗六州諸軍事の任を加えられ、陳顕達の軍を攻撃した。陳顕達を敗走させると、凱旋した。489年（太和13年）12月、司空となった。律令制定の議論に参加した。492年（太和16年）、王から公に爵位を降格された。
490年（太和14年）に文明太后が死去して以来、孝文帝は悲しみのあまりひどく痩せ細った。穆亮は孝文帝に王者の統治の義務を説いて、過剰な服喪を諫めた。まもなく太子太傅を兼ねた。孝文帝は太極殿を建てるべく、群臣たちの意見を聞いたが、穆亮は民力の疲弊を理由に1年の猶予を求めた。孝文帝が南征の議論を起こすと、穆亮はこれに賛同した。493年（太和17年）、孝文帝が洛陽に遷都すると、穆亮は武衛大将軍の号を受け、司空のまま摂中軍事をつとめた。孝文帝が南征の軍を起こすと、穆亮は録尚書事として、洛陽の留守を預かった。後に孝文帝が小平から舟を浮かべて石済に赴こうとすると、穆亮は無用の危険を冒さず橋を使うよう諫めた。
497年（太和21年）、穆亮の兄の穆羆が穆泰の乱に加担していたことから、穆亮は司空府事付司馬の慕容契を通して、自らを弾劾する上表をおこなわせた。孝文帝は穆亮の退任を認めず、司空府に帰って職務を続けるよう命じた。穆亮がしきりに固辞したため、孝文帝はようやく退任を許した。7月、使持節・征北大将軍・開府儀同三司・冀州刺史に任じられた。頓丘郡開国公に徙封された。
宣武帝が即位すると、定州刺史に転じた。まもなく驃騎大将軍・尚書令に任じられた。501年（景明2年）11月、司空公に転じた。502年（景明3年）閏4月、死去した。享年は52。太尉公・領司州牧の位を追贈された。諡は匡といった。
子に穆紹があった。

## 伝記資料
- 『魏書』巻27 列伝第15
- 『北史』巻20 列伝第8
- 太尉領司州牧驃騎大将軍頓丘郡開国公穆文献公亮墓誌銘（穆亮墓誌）